# Gooderstone
Gooderstone is een civil parish in het bestuurlijke gebied Breckland, in het Engelse graafschap Norfolk met 363 inwoners.